# Ristocetina
La Ristocetina és un antibiòtic, obtingut a partir d'Amycolatopsis lurida, que anteriorment s’utilitzava per tractar infeccions per estafilococs. Ja no s’utilitza clínicament perquè va provocar trombocitopènia i aglutinació de plaquetes. Ara s’utilitza únicament per analitzar aquestes funcions in vitro en el diagnòstic de malalties com la malaltia de von Willebrand (mWD) i la síndrome de Bernard-Soulier. L'aglutinació plaquetària causada per la ristocetina només pot produir-se en presència de factors de von Willebrand multimers, de manera que si s’afegeix ristocetina a la sang que no té el factor (o el seu receptor, vegeu més avall), les plaquetes no s’agruparan.
Mitjançant un mecanisme desconegut, l'antibiòtic ristocetina fa que el factor von Willebrand s’uneixi al receptor de plaquetes glicoproteïna Ib (GpIb), de manera que quan s’afegeix ristocetina a la sang normal, provoca aglutinació.
En alguns tipus de malalties de WD (tipus 2B i tipus de plaquetes), fins i tot quantitats molt petites de ristocetina causen agregació plaquetària quan s’utilitza plasma ric en plaquetes del pacient.